# الاتحاد الدولي لمنتجي النفط والغاز
الجمعية الأوروبية للمسح النفطي (International Association of Oil & Gas Producers) أنشئت في العام 1986 وهي جمعية علمية تعنى بالصناعة النفطية وتطبيقاتها.
أنتجت الشركة نظام إسقاط المجسمات الكروية يرمز له بـ EPSG:4326 وهو تطبيق قابل للاستخدام في برنامج.

## تفاصيل
كانت المجموعة الأوروبية لمسح البترول EPSG (2005\1986-) منظمة علمية مرتبطة بصناعة النفط الأوروبية. كانت مكونة من متخصصين يعملون في مجال الجيوديسيا والمسح ورسم الخرائط التطبيقية فيما يتعلق بالتنقيب عن النفط. قامت EPSG بتجميع وإصدار مجموعة المعلمات الجيوديسية EPSG ، وهي قاعدة بيانات مستخدمة على نطاق واسع تحتوي على مجسم بيضاوي ، ومراجع ، وأنظمة إحداثيات ، وإسقاطات خرائط ، إلخ. تم تنفيذ المهام التي كانت تؤديها في السابق EPSG في عام 2005 من قبل الرابطة الدولية لمنتجي النفط والغاز لجنة المسح وتحديد المواقع (OGP).
هذا النظام يعّرف المرجع المكاني (SRID ، باختصاره باللغة الإنجليزية) يُعرف باسم EPSG ويمكن الوصول إليه عبر الإنترنت، حيث يمكن تنزيل قاعدة بياناته بتنسيق Microsoft Access تم نشرها بواسطة OGP. تتوافق قاعدة بياناته مع معيار ISO 19111. ويتم تحديث قاعدة البيانات ثلاث أو أربع مرات في السنة.